# Jakob Danielsen
Jakob Nikolaj David Thomas Danielsen (også Jacob Nikolai David Thomas Danielsen; * 14. August 1888 i Sioraq; † 13. April 1938 i Qeqertarsuaq) var en grønlandsk maler.

## Liv
Jakob Danielsen blev født ind i en typisk jagt- og fiskerifamilie. det betød at han voksede pop som jæger via kajak og hundeslæde, først i Sioraq og senere i Qeqertarsuaq. Han sad en tid i kommunebestyrelsen. Han var en god historiefortæller og begyndte på et tidspunkt at illustrere historier på indpakningspapir fra Den Kongelige Grønlandske Handel (KGH). Senere brugte han disse illustrationer som ladning af hans haglgevær, hvilket betyder at ingen er bevaret. Imidlertid blev han opdaget af KGH ansatte i landsfoged (Nordgrønland), Philip Rosendahl, som opfordrede og overtalte ham til at male med akvarel. igennem sit liv malede Jakob Danielsen omkring 300 værker med akvarel. Hans værker er ligeså detaljerede som de er etnologisk værdifulde i deres fremstilling af jagtlivet i Kalaallit og indeholder en stort udvalgt af landskaber, dags- og årstider. i 1936 blev hans hustru syg med en influenza, der medførte hendes død. Jakob Danielsen blev ligeledes syg med influenzaen og følgende blev han, svækket af influenzaen, syg med tuberkulose, hvilken han døde af i 1938, da han var 49 år gammel. Rosendahl tog hans værker med til København og overlod dem der til det danske Nationalmuseum. Derudover samlede han i 1942 værkerne i en bog, som udkom på grønlandsk i 1957. Knud Rasmussen havde i begyndelsen af århundredet nedskrevet Kaassassuks legender, som han havde fået fortalt af Jaakuaraq Eugenius, hertil malede Jakob Danielsen samtlige billeder. 

## Familie
Jakob Danielsen var søn af Niels Christoffer Magnus Danielsen (1851-1911) og Karen Cecilie Benigne Nielsen (1952-1936). Den 15. September 1915 giftede hans sig med Charlotte Juliane Jakobed Clasen (1896-1936), datter af Pavia Peter Vittus Clasen og Cecilie Dorthea Antonette Maren Johannesen. Parret havde følgende børn:
- Malene Ane Louise Danielsen (* 10. december 1917 i Qeqertarsuaq)
- Elisabeth Birthe Maren Martha Danielsen (* 7. december 1919 i Qeqertarsuaq)
- Birgithe Benigne Pauline Danielsen (* 2. december 1922 i Qeqertarsuaq)
- Bernhard Louis Jens Peder Danielsen (* 20. August 1925 i Qeqertarsuaq)
- Magdaline Hedevig Hansine Danielsen (* 9. Juli 1928 i Qeqertarsuaq)
- Gerda Karen Louise Danielsen (* 1934 i Qeqertarsuaq)